# Jan Zygmunt Wańkowicz
Jan Zygmunt Wańkowicz herbu Lis (zm. w 1718 roku) – podstoli wendeński w latach 1692–1697, podczaszy wiłkomierski w 1678 roku, porucznik chorągwi pancernej.
Żonaty z córką kasztelana witebskiego Zofią Chrapowicką.